# Route 82 (Islande)
Pour les articles homonymes, voir Route 82.
La Route 82 (Þjóðvegur 82) ou Ólafsfjarðarvegur est une route située dans la région de Norðurland eystra qui relie la Route 76  à Akureyri.

## Trajet
- Route 76
- Ólafsfjörður
- Dalvík
- -  vers Litli-Árskógssandur
- Hauganes
- -  vers Hjalteyri
- Route 1 - près d'Akureyri